# Ciupercenii Noi
Ciupercenii Noi là một xã thuộc hạt Dolj, România. Dân số thời điểm năm 2002 là 6019 người.